# 五段活用
五段活用（ごだんかつよう）とは、日本語の口語文法における動詞の活用のひとつで、現代仮名遣いにおいて活用語尾が五十音図の「アイウエオ」の五つの段全部にわたって変化することをいう。
歴史的仮名遣いの四段活用に相当し、未然形（ア段）が意思・推量の語尾（あるいは助動詞）の「う」に接続する際にオ段となり、実質的に五つの段全部にわたって活用することとなったものである。
言語学から言えば、五段活用をする動詞は、語幹が子音で終わる子音語幹動詞である。
非日本語話者を対象にした日本語教育においては「グループ1」と呼ばれる。

## 五段活用の例
カ行五段活用「書く」の例
- 未然形-か、こ
- 連用形-き、い
- 終止形-く
- 連体形-く
- 仮定形-け
- 命令形-け

## 五段活用動詞の活用
「笑う」「問う」などは、「ワア行五段活用」という。文語において、「笑ふ」「問ふ」などのハ行四段活用の活用語尾が、ハ行転呼と現代語音韻に基づく表音主義によって、「わ」「い」「う」「え」「お」と、ワ行とア行とにまたがって活用するようになったからである。便宜的に「ワ行五段活用」ということも多い。助詞「を」を除いて、「オ」と発音するものは現代仮名遣いでは「お」と書くことになっているため、「を」ではなく「お」を用いる。
下の表は各行ごとに示したが、2つ目の連用形以外はどの行でも基本的に同じ活用をする。すなわち、1つ目の未然形はア段、2つ目の未然形はオ段、1つ目の連用形はイ段、終止形と連体形はウ段、仮定形と命令形はエ段に活用する。
2つ目の未然形は、「書こう」のように「う」に続く場合にのみ用い、それ以外では1つ目の未然形を用いる。歴史的仮名遣では「書かう」であるので四段活用と呼ばれたが、現代仮名遣いでは「書こう」と書くため、新たに五段活用と呼ぶことになった。
2つ目の連用形は、過去・完了の「た」、接続の「て」などに接続する音便形である。カ行とガ行では「い」、タ行・ラ行・ワア行では「っ」、ナ行・バ行・マ行では「ん」となる。ただし、カ行のうち「行く」は「い」でなく「っ」に、ワア行のうち「問う」「請う」は「っ」でなく「う」になる。サ行は音便を起こさない。接続する「た」「て」は鼻音のナ行とマ行、濁音のガ行とバ行では連濁により濁音化する。まとめると、五段活用動詞の終止形から連用形＋「て」へは、-う,-つ,-る→ -って、-む, -ぶ, -ぬ→ -んで、 -す→ -して、-く→ -いて、-ぐ→ -いで、行く→行ってと変化する
| 行     | 基本形       | 活用形 | 活用形 | 活用形 | 活用形 | 活用形 | 活用形 | 活用形 | 備考 |
| 行     | 基本形       | 語幹   | 未然形 | 連用形 | 終止形 | 連体形 | 仮定形 | 命令形 | 備考 |
| ------ | ------------ | ------ | ------ | ------ | ------ | ------ | ------ | ------ | --- |
| ア行   | -            | -      | -      | -      | -      | -      | -      | -      | - |
| カ行   | 書（か）く   | 書     | か・こ | き・い | く     | く     | け     | け     | |
| カ行   | 行（い）く   | 行     | か・こ | き・っ | く     | く     | け     | け     | 「いく」（行く）および 「-いく」で終わる複合動詞のみ。                                                                 |
| ガ行   | 泳（およ）ぐ | 泳     | が・ご | ぎ・い | ぐ     | ぐ     | げ     | げ     | |
| サ行   | 探（さが）す | 探     | さ・そ | し・し | す     | す     | せ     | せ     | |
| ザ行   | -            | -      | -      | -      | -      | -      | -      | -      | - |
| タ行   | 勝（か）つ   | 勝     | た・と | ち・っ | つ     | つ     | て     | て     | |
| ダ行   | -            | -      | -      | -      | -      | -      | -      | -      | - |
| ナ行   | 死（し）ぬ   | 死     | な・の | に・ん | ぬ     | ぬ     | ね     | ね     | 「しぬ」など少数。 |
| ハ行   | -            | -      | -      | -      | -      | -      | -      | -      | - |
| バ行   | 遊（あそ）ぶ | 遊     | ば・ぼ | び・ん | ぶ     | ぶ     | べ     | べ     | |
| マ行   | 読（よ）む   | 読     | ま・も | み・ん | む     | む     | め     | め     | |
| ヤ行   | -            | -      | -      | -      | -      | -      | -      | -      | - |
| ラ行   | 切（き）る   | 切     | ら・ろ | り・っ | る     | る     | れ     | れ     | |
| ワア行 | 笑（わら）う | 笑     | わ・お | い・っ | う     | う     | え     | え     | |
| ワア行 | 問（と）う   | 問     | わ・お | い・う | う     | う     | え     | え     | 「問う」「請（こ）う」「厭（いと）う」など少数。 連用形ウ音便形は「トー」、 終止形・連体形は「トウ」のように発音する。 |

- カ行五段活用に属する「ゆく」（行く、往く、逝く）の連用形イ音便形「ゆい」は古い用法。現代では「いく」の促音便形「いっ」で代用する。
- ナ行五段活用に属する「死（し）ぬ」は、西日本方言や古風な文体では終止形・連体形が「しぬる」となることがある。
- ラ行五段活用に属する「ござる」「なさる」「くださる」「おっしゃる」「いらっしゃる」の連用形に助動詞「ます」が続くときは、イ音便化して「ござい（ます）」「なさい（ます）」「ください（ます）」「おっしゃい（ます）」「いらっしゃい（ます）」となることが多い。
- ワア行五段活用に属する「言（い）う」の終止形・連体形は、NHK放送文化研究所研究員の山下洋子によれば「ユー」と発音する[2]。兵庫教育大学教授の田中雅和は、「イウ」の発音は自然で日常的だが、「ユウ」は人によって感じ方が違うとする[3]。
- ワア行五段活用で連用形が促音便化するものが、西日本方言や古風な文体ではウ音便化することがある。この場合「ワローテ（笑うて/わろうて）」「ユーテ（言うて/いうて）」「ソーテ（沿うて/そうて）」のように発音する。
- ワア行五段活用の終止形・連体形を「オモー（思う）」「オコノー（行う）」のように発音するのは格式ばった古めかしい用法で、近年聞かれることは稀である。